# BlackRain (groupe)
Pour les articles homonymes, voir Black Rain et Pluie noire (homonymie).

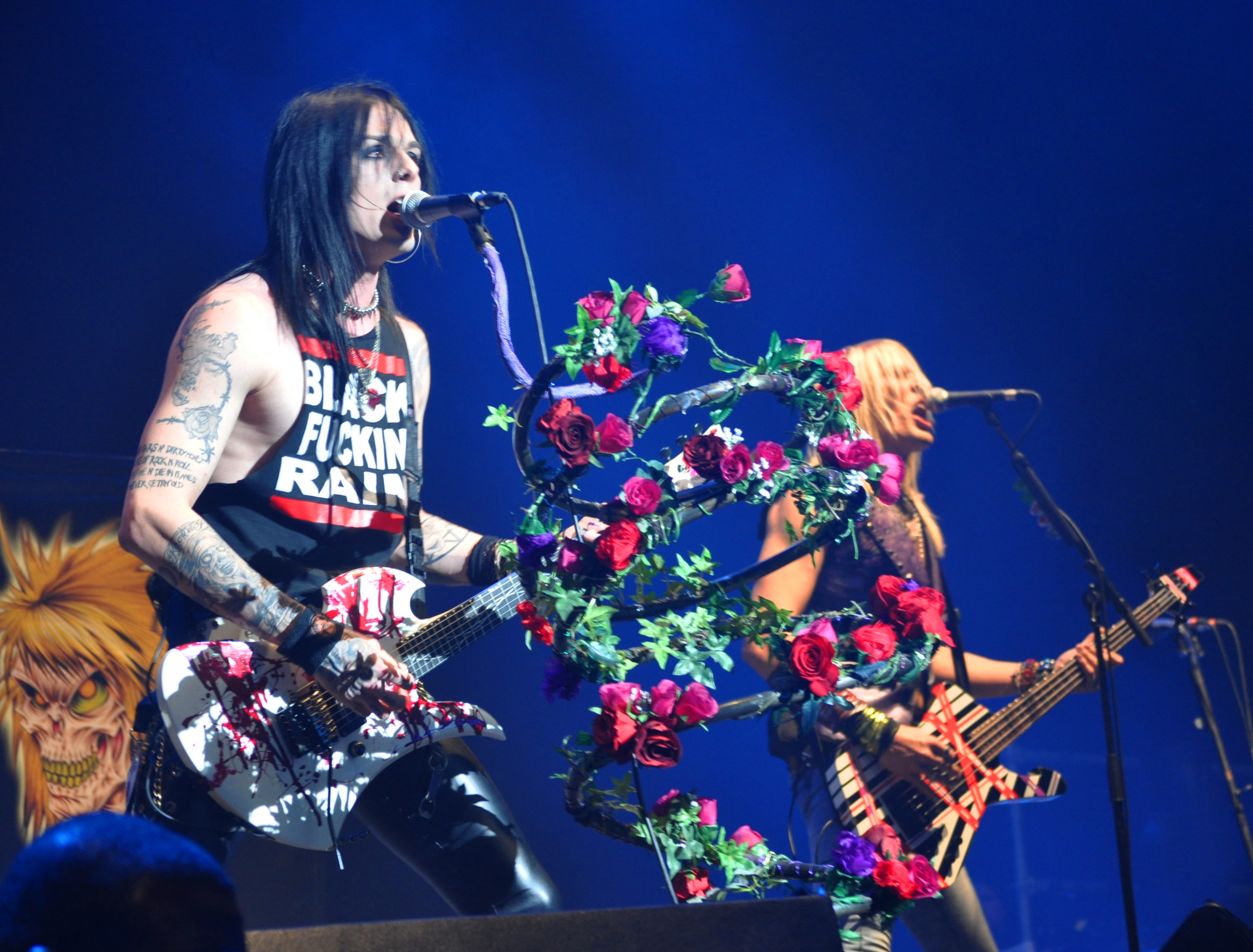
Blackrain en première partie de Scorpions au Zénith de Rouen en Novembre 2011.

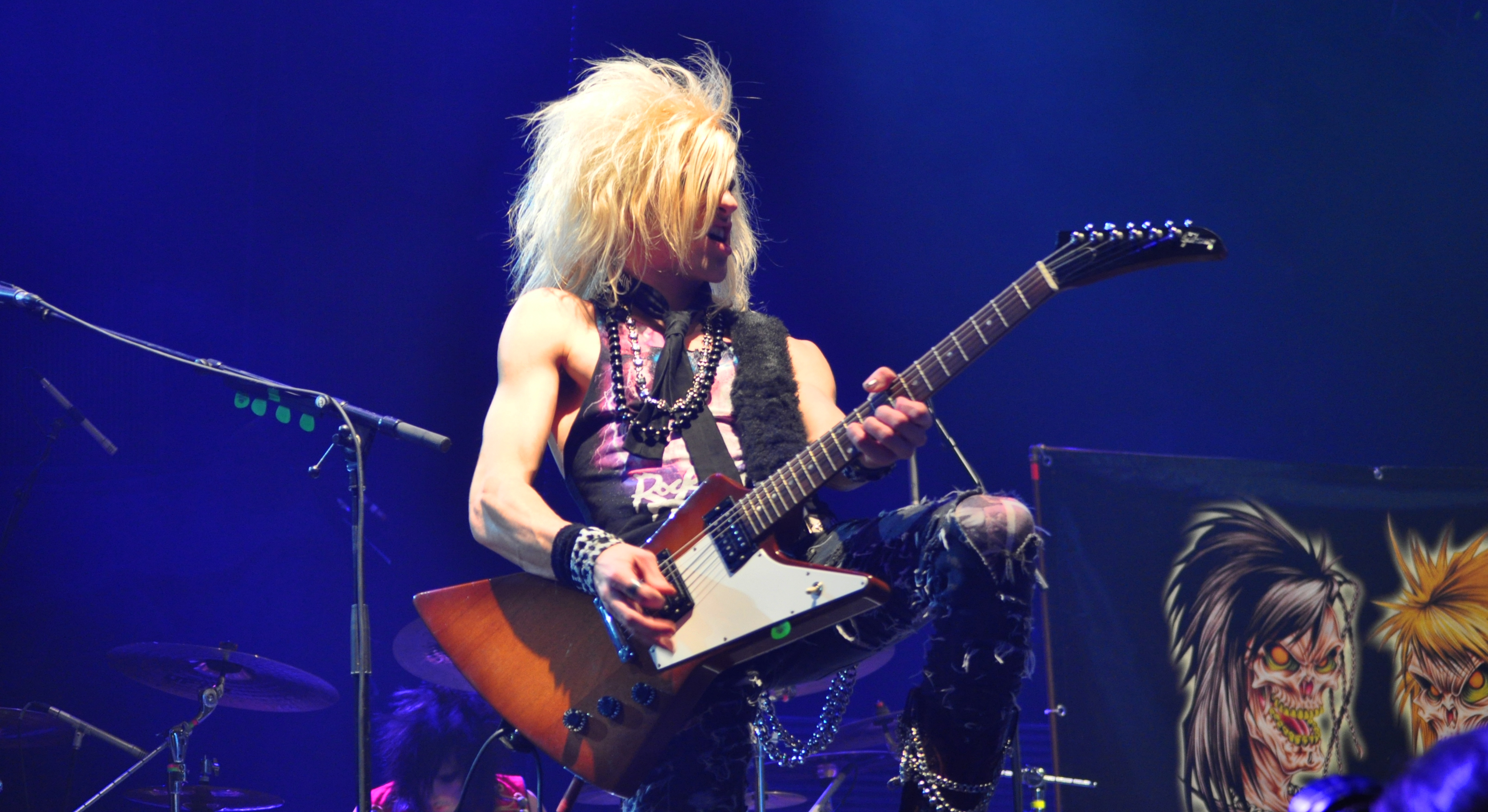
Blackrain en première partie de Scorpions au Zénith de Rouen en 2011.

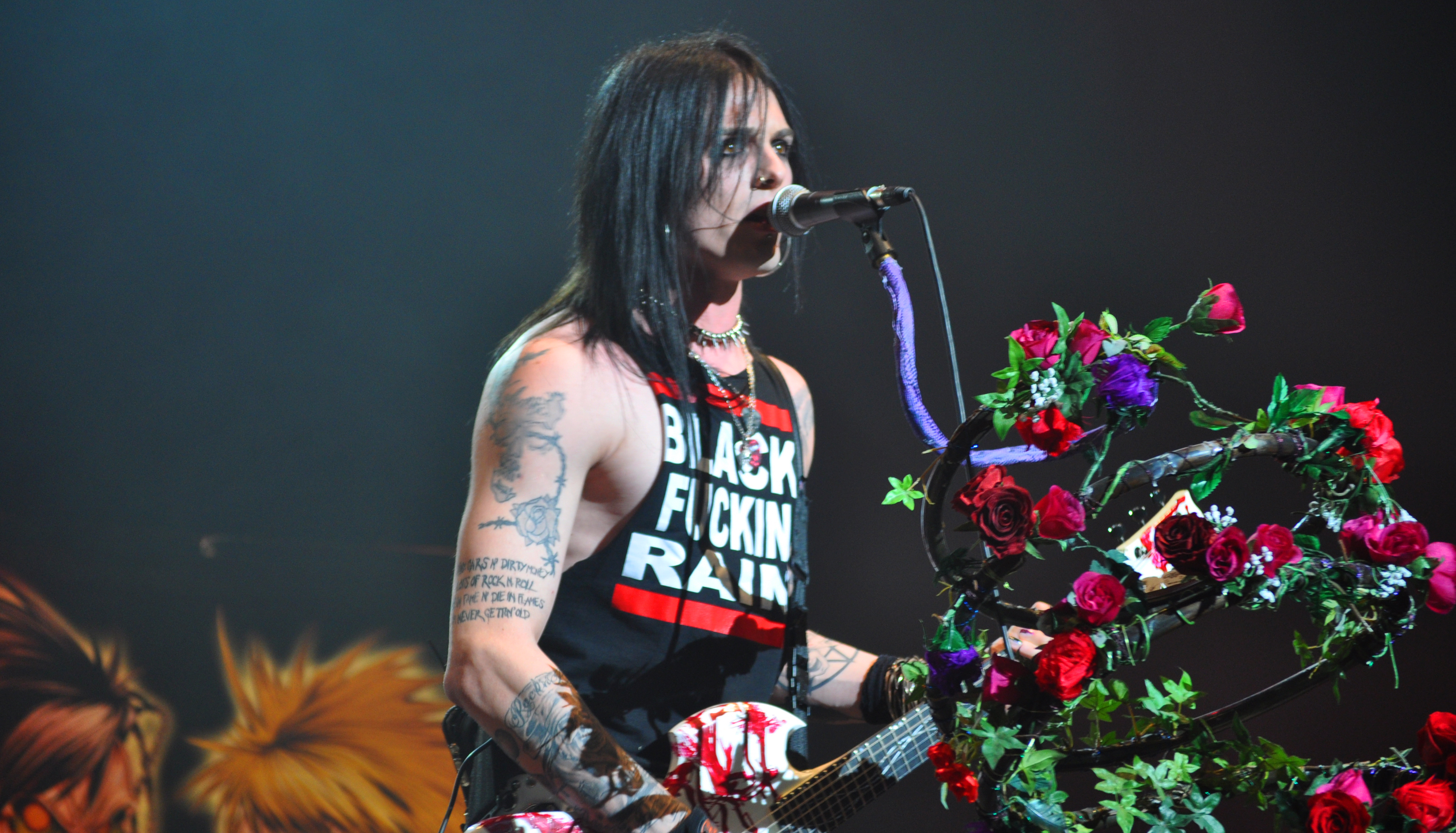
Blackrain au Zénith de Rouen en 2011.

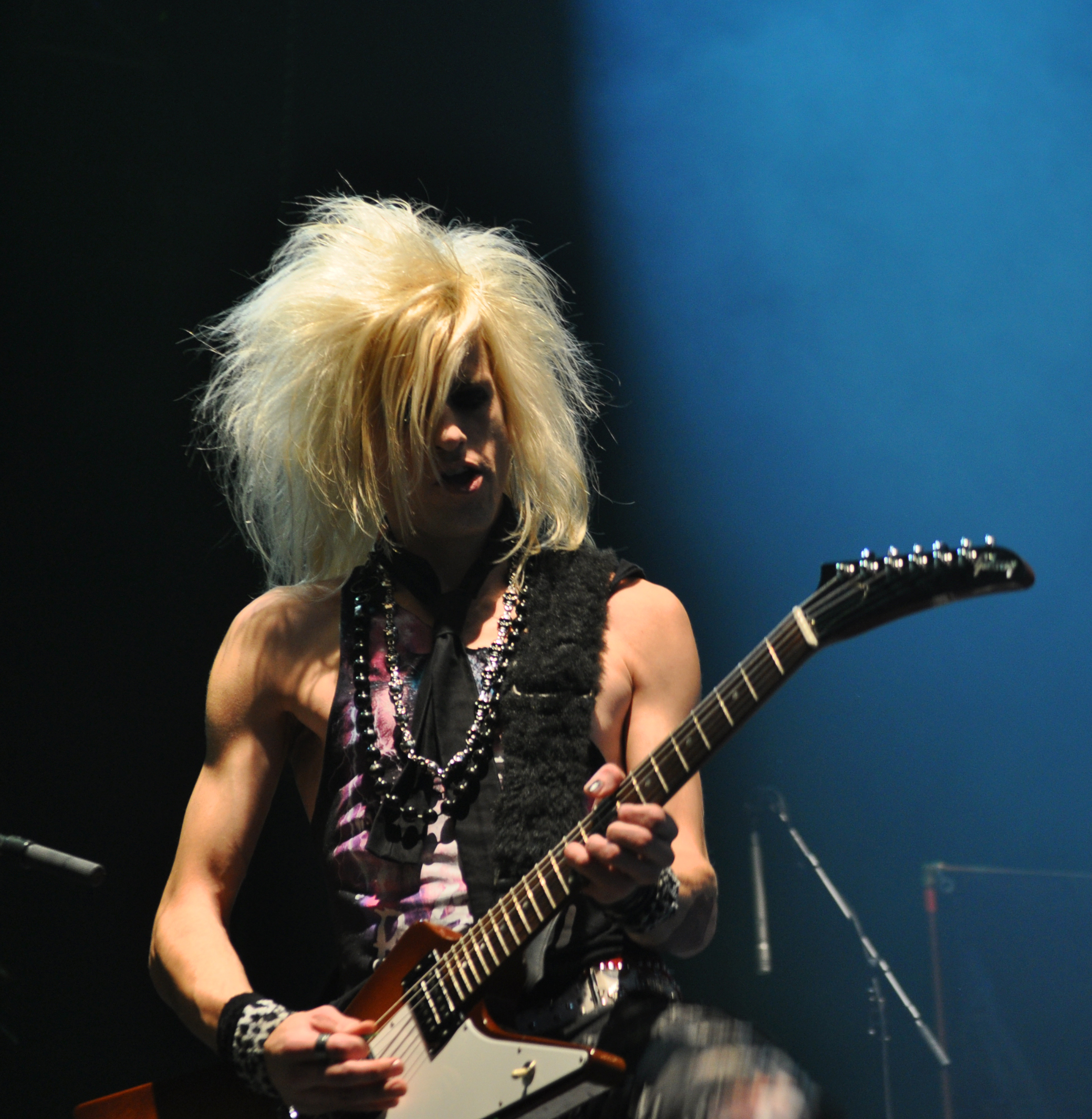
Blackrain au Zénith de Rouen en novembre 2011.

Blackrain, aussi stylisé BlackRain ou Black Rain, est un groupe de glam metal français, originaire de Marignier, en Haute-Savoie. Le nom du groupe est inspiré du film du même nom.

## Biographie

### Débuts (2002–2005)
Le groupe est formé en 2001 en Haute-Savoie, par des membres originaires d'Annecy, d'Ayze, ou encore de Marignier. Les membres Swan Hellion (guitare et chant) et Max 2 (guitare) jouent des reprises de groupes tels que Motley Crue ou W.A.S.P.. Ils font quelques concerts mais ne trouvent ni bassiste ni batteur stables avant 2004 et leur rencontre avec Kenny « Big Balls » Snake qui devait juste les dépanner le temps d'un concert mais qui garde sa place de batteur au sein de la formation.
Ils rencontrent un peu plus tard Matt et engagent ce dernier au poste de bassiste. Au complet, le groupe se met à composer ses propres morceaux, et sort en 2003 une démo cinq titres intitulée Twilight, Rain and Darkness, limitée à 500 exemplaires,.

### Blackrain(2005–2007)
Le groupe signe au label Thundering Records en 2006 et, grâce à un de leurs amis propriétaire de plusieurs clubs à Tokyo, ils partent pour une première tournée d'une vingtaine de dates au Japon. Le groupe décide à ce moment de faire de ce qui n'était alors qu'un loisir une vraie carrière. Ils citeront dans le futur la véritable naissance du groupe au mois d'août 2006, année de cette tournée. À leur retour sort Blackrain,. Cet album homonyme, plutôt orienté vers le heavy et power metal, leur vaudra des avis plutôt mitigés dans la presse mais permettra au groupe de mieux se faire connaître.

### License to Thrillet succès (2007–2010)
Le groupe se rend vite compte que le public suit grâce à leur énergie dégagée sur scène mais qu'il leur manque encore des compositions réellement percutantes. Le groupe compose alors de nouvelles chansons dans un ton cette fois plus glam rock. Ils enregistrent donc License to Thrill en août 2007 aux Polar Studios en Suède. L'album, qui sort en novembre 2008 fait parler du groupe dans toute l'Europe et leur vaut de très bonnes critiques dans la presse (Rock One, Rock Hard). Ils sont maintenant considérés comme la relève du glam, et s'imposent en véritables leaders du style dans l'Hexagone. À la fin de 2007, Kenny quitte le groupe ne souhaitant pas vivre une vie sur la route. Blackrain intègre Iann Lewis pour le remplacer. Le groupe tourne beaucoup en Europe et particulièrement en Suède, en Italie, en Allemagne, et aux Pays-Bas où il effectue une tournée avec Sister.
Blackrain enregistrent ensuite les clips de Rock Your City et Innocent Rosie, à la fin de 2008. En mars 2009, ils se lancent dans une tournée dans toute la France avant d'assurer à nouveau des concerts dans toute l'Europe, et même à Tunis au Festival Méditerranéen de la Guitare. Le groupe est également en tête d'affiche du feestival Summer Rest in Sleaze, aux côtés de Sister et Leaded Fuel. Alors que l'album est en rupture de stock en France, le groupe déclare le label Thundering incompétent et rompt son contrat qui le lie, avant de revendre les droits de l'album au Japon sous le label Spiritual Beast, et en Europe sous le label Listenable Records dans une réédition avec une chanson bonus et un nouveau design. License to Thrill ressort en France le 23 novembre 2009.

### Montée en puissance (2010–2013)
Le groupe fait la rencontre de Dany Terbeche, fondateur d’Enfer magazine et célèbre producteur français des années 80. Cette rencontre amène le groupe à s'installer à Paris et à ne plus donner que des apparitions en public moins nombreuses mais lors de shows d'une nouvelle dimension notamment à Copenhague, en première partie d'Europe, en première partie d'Alice Cooper, en participant au Motocultor Festival ou encore lors de la première édition du festival Bring the Noise organisé par Ouï FM avec Papa Roach.
Le groupe sort son nouvel album, Lethal Dose of..., le 14 février 2011 en Europe sur le label allemand SPV et se classe immédiatement premier du top Fnac des ventes hard/metal pendant deux semaines. BlackRain décide de promouvoir cet album de façon non conventionnelle en réalisant une tournée acoustiques des FNAC comptant 20 dates françaises. Ils annulent leur venue à l'édition du Hellfest, prétextant que leur renommée ne devrait pas les obliger à jouer en ouverture de la grande scène. Le groupe participe en première partie de certaines dates de la tournée française de Scorpions avant qu'il ne donne un unique concert électrique en tête d'affiche en France pour défendre son dernier album, le 11 décembre 2011 à l'Alhambra à Paris. Le concert sera complet.
Le 6 novembre 2012, ils participent à l'émission La France a un incroyable talent, et reçoivent des avis très favorables, à l'unanimité, qui leur permettent de finir quatrièmes lors de la finale de l'émission,. Ce passage dans l’émission s'effectue alors que le groupe était en train de terminer son nouvel album intitulé pour l'occasion It Begins. C'est le producteur américain Jack Douglas (en) connu notamment pour avoir produit les albums solo de John Lennon et pour avoir découvert Aerosmith qui supervise l'enregistrement. L'album sort en juin 2013 au label Columbia Records (Sony Music) et dispose d'une grosse promotion. Le groupe fait notamment la tête d'affiche du Bataclan.

### Released(depuis 2014)
Le groupe fait le choix de se séparer de son producteur et de s'organiser de manière indépendante. C'est donc le 10 août 2014 qu'il se présente avec une production réduite sur la grande scène de la Foire aux Vins de Colmar. Dans la foulée, le groupe annonce un nouvel album, le 12 décembre 2015, appelant les fans à le financer via la plateforme Pledgemusic. En à peine 20 jours, l'objectif est atteint et dépassé et le groupe peut aller enregistrer pour la première fois un album aux États-Unis avec Jack Douglas à nouveau aux manettes.
L'album, intitulé Released, sort finalement en mars 2016 à l'international sur le label UDR Music de Motörhead. Le groupe se découvre aux fans dans un accoutrement beaucoup plus classique qui rompt avec son ancien style. Pour promouvoir son album, le groupe compte dans un premier temps sur la créativité de ses vidéos. Il produit plusieurs clips : Back in Town qui suit une fille survoltée dans les rues de Paris, Killing Me, tourné au milieu du désert californien, Rock My Funeral en série d'animation. Après avoir ouvert pour Iron Maiden au Download Festival, et pour Ugly Kid Joe lors de la réouverture de l'Élysée Montmartre, ainsi qu'après des dates triomphantes en Angleterre, en Espagne et en Italie, le groupe sort un clip avec en invité Rémi Gaillard et Gilles Lartigot qui promeut la défense des animaux. Le 24 novembre 2016, ils entrent dans le top 10 des plus grands groupes de rock français de tous les temps selon le magazine britannique Classic Rock Magazine. Ils se retrouvent aux côtés de Trust, Téléphone, Noir Désir, Gojira ou encore Mass Hysteria.
Après un passage remarqué sur la "main stage" du Hellfest 2019, le groupe annonce un nouvel album. En septembre 2019 parait sous le label SPV- Steamhammer Dying Breed, le sixième album du groupe. Cet album est à ce jour la plus grande réussite commerciale de BlackRain. Directement classé deuxième des ventes metal en France derrière leur aïeul Alice Cooper, il connait aussi un succès dans le reste du monde et arrive même à se hisser à la 26e place, dans la même catégorie aux USA. La presse ne tarie pas d’éloge sur le méfait. Voici écrit « des guitares, des refrains qui claquent, du punch : voilà de quoi combler les vrais fans de musique ». Le magazine allemand Rock It, place BlackRain parmi leur « Big Four » du moment. Le groupe parcours alors l'Europe avec leurs amis de toujours Kissin' Dynamite.
Le batteur Franky Costanza rejoint ce groupe début 2023.

## Membres

### Membres actuels
- Swan Hellion – guitare, chant (depuis 2002)
- Jerem G – guitare (depuis 2024)
- Matthieu de la Roche – basse (depuis 2002)
- Franky Costanza– batterie (depuis 2023)

### Anciens membres
- Kenny « Big Balls » Snake – batterie (2003–2007)
- Iann Lewis – batterie (2007–2010)
- Frank Frusetta – batterie (2010-2023)
- Max 2 - guitare (2001-2024)

## Discographie

### Albums studio
- 2006 : Black Rain
- 2008 : License to Thrill
- 2011 : Lethal Dose of...
- 2013 : It Begins
- 2016 : Released
- 2019 : Dying Breed
- 2022 : Untamed
- 2024 : Hot Rock Time Machine

### Démo et EP
- 2004 : Twilight, Rain and Darkness
- 2008 : Innocent Rosie EP

### Compilations
- 2008 : Innocent Rosie (sur Glamnation vol. 3)
- 2008 : Innocent Rosie (sur le sampler Rock One) (le groupe est en couverture)
- 2008 : N.A.S.T.Y (sur le sampler Hard Rock Magazine)
- 2009 : True Girls are Sixteen (sur le sampler Rock n Folk)
- 2010 : Burn n' Die (sur le sampler Rock Hard)